# Монтања (Савона)
Монтања је насеље у Италији у округу Савона, региону Лигурија.
Према процени из 2011. у насељу је живело 138 становника. Насеље се налази на надморској висини од 341 м.